# Fathi Jamal
Pour les articles homonymes, voir Jamal.
 (novembre 2020).
Fathi Jamal, né le 11 février 1959 à Casablanca, est un footballeur international marocain devenu entraîneur. Durant sa carrière de joueur, entre 1980 et 1992, il évolue d'abord au poste d'ailier puis comme meneur de jeu.

## Biographie

### En tant que joueur

#### Carrière club

##### Jeunesse et formation
Fathi Jamal voit le jour le 11 février 1959 au quartier de Aïn Sebaâ, à Casablanca. Il fait ses débuts dans le football au sein du club Difaâ d'Aïn Sebaâ.  
Son bac en poche, il réussit le concours d’accès au Centre pédagogique pour enseignants de Aïn Sebaâ. À l’issue de deux ans de formation, il en ressort avec un diplôme de professeur d’éducation physique et sportive. Il est affecté par la suite au lycée Hassan II de Laâyoune, au début des années 1980.  

##### Débuts
Joueur technique aux dribbles déroutants et aux centres précis, il intègre, parallèlement à son job d’enseignant, le club local du Chabab Sakia Hamra en 1984, première équipe de la ville de Laâyoune qui évolue alors en deuxième division. Il s'intègre rapidement au sein de sa nouvelle équipe, qui, au terme de cette saison, parvient à se hisser en première division pour la première fois de son histoire, huit ans après sa fondation.  
Il foule alors les pelouses de l'élite avec sa jeune équipe, qui ne résiste pas face aux grands clubs et se voit relégué en terminant à l'avant dernière place du classement. 
Les dirigeants du Kawkab de Marrakech remarque cependant son talent et le transfère en 1986. Formant un duo d'attaque redoutable avec Mustapha Kiddi, il aide à son équipe à remporter la Coupe du Trône 1986-1987 et à terminer en 2e position du championnat, à une longueur des FAR de Rabat. 

##### Raja Club Athletic (1987-1992)
À l'été 1987, il est transféré au Raja Club Athletic sous la houlette du technicien portugais Fernando Cabrita. Il dispute son premier match officiel avec l'équipe contre l'Union de Mohammédia, et inscrit son premier but plus tard au cours de cette saison face au FUS de Rabat. 
Il s'impose rapidement avec le Raja qui remporte alors le championnat du Maroc 1988, le premier de l'histoire du club.
Le 8 mars 1989 au Stade Mohamed V, l'attaquant marque son premier au niveau continental au titre du premier tour de la Coupe des clubs champions africains 1989, l'ancêtre de la Ligue des champions, contre les sénégalais de l'AS Jeanne d'Arc (victoire 2-0). Il inscrit un second but aux quarts de finale face à l'Inter Club (victoire 2-0). Les Verts finissent par remporter la compétition le 15 décembre 1989 en battant en finale le MC Oran aux tirs au but, avec Fathi Jamal comme titulaire.  
Il figure parmi les meilleurs buteurs du Raja CA au titre de la saison 1989-1990. 
Il joue sa dernière rencontre avec les aigles verts face à l'Olympique de Casablanca au terme de la saison 1991-1992.
Les crampons raccrochés, il s'oriente vers la formation au sein du même club et à l'échelle nationale.

#### Carrière internationale
Il compte quelques sélections en équipe espoirs, mais sans arriver chez les A, vu la rude concurrence à son poste de la génération dorée de Aziz Bouderbala, Mustapha El Haddaoui, Mohamed Timoumi et autres.

### En tant qu'entraîneur
Son intérim comme entraîneur de l'équipe du Maroc cessera le 1er juillet 2008 avec la nomination de Roger Lemerre au poste d’entraîneur de l'équipe du Maroc de football. Fathi Jamal devient l'entraîneur de l'équipe de l'AS FAR Rabat, signant un contrat de deux ans avec le club militaire où il remplace Mustapha Madih. 
Fathi Jamal avait été auparavant entraîneur du Raja Club Athletic, principalement au Championnat du monde des clubs, en 2000, au Brésil.
Entre 1998 et 2001, Jamal travailla comme directeur technique du Raja CA, et fut responsable de l'enroulement de plusieurs jeunes talents qui confirmeront les attentes plus tard à l'image de Hicham Aboucharouane, Amine Erbati, Soufiane Alloudi, Marouane Zemmama et Saïd Kherrazi.
Le 2 mai 2018, il retourne au Raja, qui vit une profonde crise financière. Les changements qu'ils opèrent connaissent un grand succès dès ses premiers mois, à leur tête la réouverture du centre de formation du club, fermé depuis quelques mois. Le Raja renoue peu de temps après, avec les sacres continentaux et remporte la Coupe de la confédération,.
Le 11 octobre 2019, le Raja annonce la démission de Fathi Jamal, à la suite de sa volonté de mettre fin à sa fonction.

## Carrière d'entraîneur
- fév. 2008-juin 2008 :  Maroc
- 2009-mars 2010 :  Kawkab de Marrakech
- 2010-sept. 2010:  Difaâ d'El Jadida
- nov. 2011-avr. 2012:  FAR de Rabat
- 2013:  Wydad de Fès
- 2015:  Raja CA

## Palmarès

### En tant que joueur
Raja Club Athletic (2)
- Championnat du Maroc (1)
  - Champion en 1988.
  - Vice-champion en 1992.
- Ligue des champions de la CAF (anciennement Coupe des clubs champions africains) (1)
  - Vainqueur en 1989.

 Kawkab Athlétique Club de Marrakech (1)
- Coupe du Trône (1)
  - Vainqueur en 1987.

- Championnat du Maroc
  - Vice-champion en 1987.

 Chabab Sakia Hamra (1)
- Championnat du Maroc D2 (1)
  - Champion en 1985.

### En tant qu'entraîneur
1/2 final de la coupe du monde 2005 des juniors avec le Maroc